# 圣埃利娅-阿皮亚尼西
圣埃利娅-阿皮亚尼西（義大利語：Sant'Elia a Pianisi），是意大利坎波巴索省的一个市镇。总面积67平方公里，人口1983人，人口密度29.6人/平方公里（2009年）。ISTAT代码为070074。